# Palazzo della Moncloa
Il Palazzo della Moncloa è un edificio storico di Madrid, che si trova nell'omonimo quartiere, che, dal 1977, ospita la sede della Presidenza del Governo del Regno di Spagna e la residenza ufficiale del Presidente e della sua famiglia.